# جون جيمس جوزيف موناغان
جون جيمس جوزيف موناغان (بالإنجليزية: John James Joseph Monaghan)‏ هو قسيس أمريكي، ولد في 5 مايو 1856 في سمتر في الولايات المتحدة، وتوفي في 7 يناير 1935 في ويلمنغتون في الولايات المتحدة.